# Versus (Verlag)
Der Versus Verlag ist ein Schweizer Buchverlag mit Sitz in Zürich. Verlegerische Schwerpunkte sind wirtschaftswissenschaftliche Fach- und Lehrbücher sowie Managementliteratur. Der Verlag ist Mitglied im Schweizer Buchhandels- und Verlags-Verband SBVV und im Börsenverein des Deutschen Buchhandels.

## Geschichte
Gegründet wurde der Verlag 1993. Eine der ersten Veröffentlichungen war das Lehrbuch „Betriebswirtschaft und Management“ des Mitgründers Jean-Paul Thommen, das mit über 300.000 verkauften Exemplaren in elf Auflagen zu einem der meistgelesenen BWL-Lehrbücher der Schweiz wurde.
Im Laufe der Zeit erweiterte der Verlag sein Programm im Bereich der Wirtschafts- und Managementliteratur. Die Reihe „Versus kompakt“ stellt in konzentrierter Form Informationen für arbeitsrelevante Themen zur Verfügung und richtet sich vor allem an Führungskräfte und Personen in der Erwachsenenbildung. Unter dem Imprint allerArt erscheinen ausserdem Werke zu Kreativität, Persönlichkeitsentwicklung und Selbstreflexion.
Nachdem der Verlag auch vorher schon Koeditionen mit den Verlagen Vahlen und Nomos aus der Beck-Gruppe unternommen hatte, ist Versus seit 2021 Teil der Verlagsgruppe C.H. Beck.

## Autorinnen und Autoren
Bei Versus haben unter anderem publiziert:
- Barbara Bleisch
- Giorgio Behr
- Brigitta Danuser
- Markus Gmür
- Andreas Knecht
- Adriano B. Lucatelli
- Hans Ruh
- Aldo C. Schellenberg
- Jean-Paul Thommen
- Hans A. Wüthrich